# خفض قوة مضادات الأكسدة أيون الحديديك
الحد من قدرة الحديديك للبلازما (Ferric reducing ability of plasma)  (FRAP ، وأيضاً الحديديك الذي يقلل من مضادات الأكسدة ) هو اختبار قدرة مضادات الأكسدة يستخدم ترولوكس كمعيار.   تم إجراء اختبار FRAP لأول مرة بواسطة Iris Benzie و  Strain من مجموعة أبحاث التغذية البشرية في جامعة أولستر في كوليرين.  تعتمد الطريقة على تكوين مركب O-Phenanthroline-Fe (2+) وتعطيله في وجود عوامل مخلبية.  وغالبا ما يستخدم هذا الاختبار لقياس قدرة مضادات الأكسدة من الأطعمة والمشروبات والمكملات الغذائية التي تحتوي على البوليفينول . 

## الطريقة التجريبية
تم تحضين خليط تفاعل يحتوي على 1 مل من 0.05 ٪ من فينانثورولين O- -Phananthroline في الميثانول ، 2 مل من كلوريد الحديديك (200 M) و 2 مل من تركيزات مختلفة تتراوح من 10 إلى 1000 جم عند درجة حرارة الغرفة لمدة 10 دقائق وكان امتصاصه نفسه يقاس في 510 نانومتر.  تم استخدام EDTA كمخلب معدني كلاسيكي.  تم إجراء التجربة في ثلاث نسخ.  تم تقدير نشاط تقليل الحدي لمستخلص بذور التمر على أساس طريقة Benzie and Strain (1999).  
تم تحضير كاشف FRAP عن طريق خلط 50 مل من محلول الأسيتات (0.3 M) عند درجة الحموضة 3.6 ، 5 مل من محلول ترايريديل تريازين (TPTZ) 10 ملي مولار في HCl (40 مم) و 5 مل من محلول كلوريد الحديديك (FeCl3) (20 مم ). يتم إضافة 2 مل من كاشف FRAP الطازج إلى 10 لتر من المستخلص.  ثم تم قياس الامتصاصية عند 593 نانومتر مقابل الفراغ بعد 10 دقائق في درجة حرارة الغرفة.  تم بناء المنحنى القياسي باستخدام Trolox.  تم التعبير عن النتيجة على أنها مكافئة ترولوكس في ملغم / 100 غرام من بذرة التمر الجافة (DW). 